# Gaagal Wanggaan
Gaagal Wanggaan är en nationalpark i Australien. Den ligger i delstaten New South Wales, i den sydöstra delen av landet, 400 km nordost om huvudstaden Canberra. Namnet är från ett aboriginspråk och betyder 'sydlig strand'.